# روي هاتسون
روي هاتسون (بالإنجليزية: Roy Hutson)‏ هو لاعب كرة قاعدة أمريكي، ولد في 27 فبراير 1902 في لوراي في الولايات المتحدة، وتوفي في 20 مايو 1957 في لا ميسا في الولايات المتحدة.

## وصلات خارجية
- روي هاتسون على موقعبيزبول رفرنس.كوم (الدوري الرئيسي) (الإنجليزية)
- روي هاتسون على موقعبيزبول رفرنس.كوم (الدوري الثانوي) (الإنجليزية)